# Hermann Schultz (Altphilologe)
Hermann Schultz (* 30. November 1881 in Göttingen; † 17. Februar 1915 in den Argonnen) war ein deutscher klassischer Philologe.

## Leben
Hermann Schultz, der Sohn des Theologen Hermann Schultz (1836–1903) und dessen Frau Juliana, geborene Gelzer, erhielt zunächst Privatunterricht und besuchte ab 1891 das Göttinger Gymnasium unter der Leitung von Anton Viertel. Nach der Reifeprüfung studierte er ab dem Sommersemester 1900 Klassische Philologie, Archäologie und Alte Geschichte, zunächst für ein Semester in Basel, dann ab Oktober 1900 in Göttingen. Hier unterbrach er sein Studium für ein Jahr, um eine Offiziersausbildung zu absolvieren. Nach dem Tod seines Vaters im Mai 1903 wechselte Schultz für zwei Semester an die Berliner Universität.
Im Herbst 1905 wurde Schultz in Göttingen bei Friedrich Leo und Eduard Schwartz mit der Dissertation De elocutionis Pindaricae colore epico promoviert. Im Lebenslauf, der dieser Schrift angehängt ist, nennt er neben den Gutachtern seiner Arbeit noch Ulrich von Wilamowitz-Moellendorff und Jacob Wackernagel als seine einflussreichsten akademischen Lehrer. Die Anregung zu seiner Doktorarbeit hatte Schultz in Berlin von Wilamowitz erhalten.
Nach der Promotion arbeitete Schultz von 1907 bis 1908 als Assistent am Deutschen Archäologischen Institut Rom, nach seinem Ausscheiden wurde er korrespondierendes Mitglied des Deutschen Archäologischen Instituts. Anschließend setzte er sein Studium in Göttingen und München fort. Am 26. Juli 1910 habilitierte er sich in Göttingen im Fach Klassische Philologie. Als Privatdozent leitete er die Griechischkurse für Anfänger und wurde zu Ostern 1912 zum Assistenten am Philologischen Seminar ernannt. Bei Ausbruch des Ersten Weltkriegs meldete sich Schultz, der Leutnant der Reserve war, freiwillig. Er fiel am 17. Februar 1915 in den Argonnen.
In seiner wissenschaftlichen Arbeit beschäftigte sich Schultz mit weiten Bereichen der griechischen und lateinischen Literatur. Einen Schwerpunkt bildete seit seinem Studium die griechische Dichtung, vor allem Hesiods Epen und die dazugehörigen Scholien. Von 1906 bis 1907 bearbeitete er erfolgreich eine Preisaufgabe der Königlichen Gesellschaft der Wissenschaften zu Göttingen, in der er die Überlieferungsgeschichte der Hesiod-Scholien erforschte. In diesem Zusammenhang unternahm er Forschungsreisen nach Italien (1906), Griechenland (1907) und später nach Paris, London, Oxford und Cambridge, wo er zahlreiche Hesiod-Handschriften prüfte.
Im Nachlass des Philologen Carl Wendel (1874–1951) befinden sich einige Briefe von Schultz und dessen Witwe Annemarie. Schultz’ Nachlass befindet sich in der Niedersächsischen Staats- und Universitätsbibliothek Göttingen (Signatur: Cod. Ms. H. Schultz).

## Schriften (Auswahl)
- De elocutionis Pindaricae colore epico. Göttingen 1905 (Dissertation)
- Die handschriftliche Ueberlieferung der Hesiod-Scholien. Berlin 1910 (Abhandlungen der Königlichen Gesellschaft der Wissenschaften zu Göttingen, Philologisch-Historische Klasse XII, 4)